# Atherinella
Atherinella es un género de peces marinos de la familia aterinópsidos.
Las numerosas especies se distribuyen por mares y ríos de América Central, algunas de ellas también en América del Sur y América del Norte.

## Especies
Se reconocen las siguientes especies:
- Atherinella alvarezi (Díaz-Pardo, 1972) - plateadito de Tacotalpa
- Atherinella ammophila Chernoff y Miller, 1984 - plateadito de la Palma
- Atherinella argentea Chernoff, 1986 - pejerrey argénteo
- Atherinella balsana (Meek, 1902) - plateadito del Balsas
- Atherinella beani (Meek y Hildebrand, 1923)
- Atherinella blackburni (Schultz, 1949) - tinícalo playón
- Atherinella brasiliensis (Quoy y Gaimard, 1825) - tinícalo común
- Atherinella callida Chernoff, 1986 - plateadito del Refugio
- Atherinella chagresi (Meek y Hildebrand, 1914)
- Atherinella colombiensis (Hubbs, 1920)
- Atherinella crystallina (Jordan y Culver, 1895) - plateadito del Presidio
- Atherinella elegans Chernoff, 1986 - plateadito del Fuerte
- Atherinella eriarcha Jordan y Gilbert, 1882 - pejerrey plateado
- Atherinella guatemalensis (Günther, 1864) - pejerrey guatemalteco
- Atherinella guija (Hildebrand, 1925)
- Atherinella hubbsi (Bussing, 1979) - sardina
- Atherinella jiloaensis (Bussing, 1979)
- Atherinella lisa (Meek, 1904) - plateadito del Hule
- Atherinella marvelae (Chernoff y Miller, 1982) - plateadito de Eyipantla
- Atherinella meeki (Miller, 1907)
- Atherinella milleri (Bussing, 1979) - sardina
- Atherinella nepenthe (Myers y Wade, 1942) - pejerrey nepente
- Atherinella nesiotes (Myers y Wade, 1942) - plateado rayado
- Atherinella nocturna (Myers y Wade, 1942) - pejerrey
- Atherinella pachylepis (Günther, 1864) - pejerrey alón
- Atherinella pallida (Fowler, 1944)
- Atherinella panamensis Steindachner, 1875 - pejerrey panameño
- Atherinella pellosemeion Chernoff, 1986 - plateadito del Mancuernas
- Atherinella robbersi (Fowler, 1950)
- Atherinella sallei (Regan, 1903) - plateadito del Papaloapan
- Atherinella sardina  (Meek, 1907) - sardina
- Atherinella schultzi (Álvarez y Carranza, 1952) - plateadito de Chimalapa
- Atherinella serrivomer Chernoff, 1986 - pejerrey brillante
- Atherinella starksi (Meek y Hildebrand, 1923) - pejerrey estrellado
- Atherinella venezuelae (Eigenmann, 1920)